# Línea C-1 (Cercanías San Sebastián)
La línea C-1 de Cercanías San Sebastián es una línea de tren de cercanías explotada por Renfe Cercanías, una división de la empresa pública Renfe Operadora. Recorre 80,5 kilómetros conectando la ciudad de San Sebastián con su área metropolitana desde Irún hasta Legazpi. En la actualidad, es la única línea en servicio que conforma su núcleo.

## Recorrido
La línea C-1 emplea la infraestructura ferroviaria del ferrocarril Madrid-Irun-Hendaia durante todo su recorrido. Con un total de 30 estaciones y 80,5 km, recorre 20 municipios del área metropolitana de San Sebastián.

### Zonas
La línea atraviesa 7 zonas tarifarias, que reciben los números del 1 al 6 en función de su distancia con la Estación de San Sebastián, centro de la red. La séptima zona recibe de nuevo el número 2 porque se encuentra a la misma distancia que la otra zona 2. 
| Zona | Municipios                                                                               |
| ---- | ---------------------------------------------------------------------------------------- |
| 1    | Hernani · Pasajes · San Sebastián                                                        |
| 2    | Andoáin · Irún · Lezo · Urnieta                                                          |
| 3    | Anoeta · Cizúrquil · Tolosa                                                              |
| 4    | Alegría de Oria · Beasáin · Icazteguieta · Isasondo · Legorreta · Villafranca de Ordizia |
| 5    | Ormáiztegui · Zumárraga                                                                  |
| 6    | Legazpia · Oñate                                                                         |